# Horornis acanthizoides
Horornis acanthizoides е вид птица от семейство Sylviidae.

## Разпространение
Видът е разпространен в Китай.